# دهستان پهونتشولینگ
دهستان پهونتشولینگ (به لاتین: Phuentsholing Gewog) یک دهستان در کشور بوتان است که در ناحیهٔ چوخا واقع شده‌است. دهستان پهونتشولینگ ۱۳۹٫۸ کیلومتر مربع مساحت و ۵٬۱۸۳ نفر جمعیت دارد.